# Eyal Berkovic
Eyal Berkovic (hebräisch 'אייל ברקוביץ‎; * 2. April 1972 in Haifa; auch Berkovich) ist ein ehemaliger israelischer Fußballspieler.

## Laufbahn
Berkovic begann seine Karriere 1989 bei Maccabi Haifa, wo er schon in der Jugend spielte. Mit der Mannschaft gewann er zwei israelische Meisterschaften und drei Mal den State Cup, den nationalen Pokal. 1992 wurde er zum ersten Mal in die Nationalmannschaft berufen. Für die Saison 1993/94 erhielt er dank seiner hervorragenden Leistungen die Auszeichnung als Spieler des Jahres.
1996 wechselte er in die Premier League zum FC Southampton. Nach einem erfolgreichen Jahr wurde er von West Ham United abgeworben. Nach zwei Jahren in London wechselte er für 5,75 Millionen Pfund nach Glasgow zu Celtic. Nachdem allerdings John Barnes, der ihn verpflichtet hatte, durch Martin O’Neill ersetzt wurde, saß Berkovic vermehrt auf der Bank und wurde 2001 an die Blackburn Rovers ausgeliehen. Am Ende der Saison wechselte er in die zweite englische Liga zu Manchester City, mit denen er gleich im ersten Jahr aufstieg. 2002/03 wählte man Berkovic zum Spieler der Saison bei Manchester City. Als er in der Saison 2003/04 sich mit dem Trainer Kevin Keegan anlegte, wurde er am Ende der Saison zum FC Portsmouth transferiert. Nach nur einem Jahr und erneuten Problemen mit dem Trainer ging er zurück nach Israel zu Maccabi Tel Aviv. Am 7. Mai 2006 gab er sein Karriereende bekannt. 
Berkovic spielte 82 Mal für das israelische Nationalteam und schoss dabei 14 Tore.
Berkovic ist verheiratet und hat zwei Kinder.